# Valentino (pevač)
Valentino Perutina, poznatiji samo kao Valentino (Split, 6. februar 1996), hrvatski je pevač.

## Biografija
Valentino je rođen 6. februara 1996. godine u Splitu. Muzičku karijeru je započeo 2015. godine u takmičenju Zvezde Granda u kom je nastupao nekoliko sezona, a u sezoni 2018/19. mu je mentor bila Jelena Karleuša. U takmičenju je uglavnom pevao narodne pesme, te pesme Saše Matića i Olivera Dragojevića, koji su mu muzički uzori.
Nakon Zvezda Granda, Valentino je pobedio na radijskom festivalu Extra FM radija u Zagrebu, a takođe je gostovao na koncertu Saše Matića u Areni Zagreb pred više od 15.000 ljudi, koji mu je radio i muziku za njegov prvi singl. Valentino je svoju prvu pesmu, pod nazivom Solo, objavio u leto 2019. godine.
Nakon toga se prebacio na moderniji zvuk i započeo saradnju sa Jalom i Bubom, koji su radili na kreiranju pet njegovih pesama. Prva u nizu bila je pesma Blef koja je objavljena u oktobru 2019. godine, zatim Moja nevoljo iz marta 2020, kao i duet Fantazija sa Rialdom koji je izašao u junu te godine. Istog meseca, Valentino je objavio pesmu El Fuego sa kojom je postao poznat široj publici i koja sada broji preko 17 miliona pregleda na Jutjubu.
U martu 2023. Valentino je izbacio novi singl, pesmu Amajlija, za koju je muziku i tekst pisala Angellina. Juna iste godine izašla je njegova pesma Savršena.

## Diskografija

### Singlovi
- Solo (2019)
- Blef (2019)
- Godinama[12] (2019)
- Moja nevoljo (2020)
- Fantazija (ft. Rialda, 2020)
- El Fuego (2020)
- Ai Mami (2021)
- Tuga sa Balkana (2022)
- Provokacija (2022)
- Amajlija (2023)
- Savršena (2023)

## Spoljašnje veze
- Valentino на веб-сајту
- Valentino Perutina na sajtu